# علاقة ليلة واحدة
علاقة ليلة واحدة هي لقاء جنسي لمرة واحدة لا يُتوقع فيه عدم وجود علاقات أخرى بين المشاركين الجنسيين , يُشتق خذا الاسكم من العرض الشائع ل "العرض لليلة واحدة"، وهو أداء ليلي واحد يقدمه فنان في مكان معين. يمكن وصف هذه الممارسة بأنها "نشاط جنسي دون التزام عاطفي أو تورط مستقبلي".
والعلاقة اليلة واحدة هي الشكل الأكثر شيوعًا للخيانة، وغالبًا ما تُستخدم في الأبحاث والاستطلاعات لتحديد مستوى التسيب في مجتمع ما في أي وقت محدد. لقد أُشير إلى أن مثل هذا الفعل يمكن أن يكون بنفس التهديد للعلاقة كما العلاقة طويلة الأمد: